# Championnats d'Europe d'escrime 1991
Navigation
Édition précédente Édition suivante
Les championnats d'Europe d'escrime 1991 se sont disputés à Vienne en Autriche en 1991.  Après sept ans d’interruption, la compétition réapparait, organisée de nouveau par la fédération autrichienne d'escrime, sous l'égide de la Confédération européenne d'escrime a vu s'affronter des tireurs des différents pays européens lors de 10 épreuves différentes. 
Les épreuves sont pour la première fois individuelles et par équipes et l’épée féminine fait son apparition. 
Pour la première fois la France envoie ses tireurs dans cette compétition et l’Italie est absente.
Avec neuf titres sur dix possibles et quinze médailles au total, la Hongrie est la reine incontestée de ces championnats.

## Médaillés
| Épreuves                               | Or                                                                                          | Argent                                                                           | Bronze                                                                      |
| -------------------------------------- | ------------------------------------------------------------------------------------------- | -------------------------------------------------------------------------------- | --------------------------------------------------------------------------- |
| Épée                                   |                                                                                             |                                                                                  |                                                                             |
| Hommes individuel résultats détaillés  | Iván Kovács                                                                                 | Jean-Marc Muratorio                                                              | Jiří Douba Arno Strohmayer                                                  |
| Hommes par équipes résultats détaillés | Allemagne- Patrick Dränert - Ingo Grausam - Günter Jauch - André Kühnemund                  | Autriche                                                                         | Tchécoslovaquie                                                             |
| Femmes individuel résultats détaillés  | Mariann Horváth                                                                             | Zsuzsanna Szőcs                                                                  | Pernette Osinga Gyöngyi Szalay                                              |
| Femmes par équipes résultats détaillés | Hongrie- Mariann Horváth - Gyöngyi Szalay - Zsuzsanna Szőcs - Marina Várkonyi               | Autriche                                                                         | Pologne- Anita Iwańska - Iwona Oleszyńska - Anna Rotkiewicz - Agata Stępień |
| Fleuret                                |                                                                                             |                                                                                  |                                                                             |
| Hommes individuel résultats détaillés  | István Busa                                                                                 | Michael Ludwig                                                                   | Zsolt Érsek Boguslaw Zych                                                   |
| Hommes par équipes résultats détaillés | Hongrie- István Busa - Zsolt Érsek - Csaba Kun - Zsolt Németh                               | France                                                                           | Pologne- Leszek Bandach - Adam Krzesiński - Wojciech Ryczek - Bogusław Zych |
| Femmes individuel résultats détaillés  | Zsuzsanna Jánosi-Németh                                                                     | Ildikó Puzstai                                                                   | Lucia Traversa Monika Weber                                                 |
| Femmes par équipes résultats détaillés | Hongrie- Zsuzsanna Jánosi-Németh - Ildikó Puzstai - Ildikó Mincza-Nébald - Gertrúd Stefanek | Bulgarie                                                                         | France                                                                      |
| Sabre                                  |                                                                                             |                                                                                  |                                                                             |
| Hommes individuel résultats détaillés  | Bence Szabó                                                                                 | Péter Abay                                                                       | Zíssis Babanássis György Nébald                                             |
| Hommes par équipes résultats détaillés | Hongrie- Péter Abay - Imre Bujdosó - György Nébald - Bence Szabó                            | France- Alain Coicaud - Jean-Bernard Duchateau - Christophe Mie - Benoit Flamant | Autriche                                                                    |

## Tableau des médailles
| Rang  | Nation          | Or | Argent | Bronze | Total |
| ----- | --------------- | -- | ------ | ------ | ----- |
| 1     | Hongrie         | 9  | 3      | 3      | 15    |
| 2     | Allemagne       | 1  | 0      | 1      | 2     |
| 3     | Autriche        | 0  | 3      | 2      | 5     |
| 4     | France          | 0  | 3      | 1      | 4     |
| 5     | Bulgarie        | 0  | 1      | 0      | 1     |
| 6     | Pologne         | 0  | 0      | 3      | 3     |
| 7     | Tchécoslovaquie | 0  | 0      | 2      | 2     |
| 8     | Grèce           | 0  | 0      | 1      | 1     |
| 8     | Italie          | 0  | 0      | 1      | 1     |
| 8     | Pays-Bas        | 0  | 0      | 1      | 1     |
| Total | Total           | 10 | 10     | 15     | 35    |